# Lesiones de Olney
Las lesiones de Olney, también conocidas como neurotoxicidad por antagonistas de los receptores NMDA, son una forma potencial de daño cerebral. Llevan el nombre de John Olney, que llevó a cabo en 1989 un estudio de la neurotoxicidad causada por el PCP y drogas afines.

## Historia
En 1989, Olney et al. descubrieron la vacuolización neuronal y otros cambios citotóxicos ("lesiones") ocurridos en los cerebros de ratas a las que se les había suministrado antagonistas del NMDA, incluyendo PCP, el MK-801 (dizocilpina) y la ketamina. 
El examen de las neuronas en la corteza cingulada posterior y retrosplenial por micrografía electrónica reveló la aparente ruptura lítica de las mitocondrias en las neuronas vacuolizadas que se había puesto de manifiesto dos horas después de la administración de un antagonista del NMDA. Después de la administración de una dosis de 1,0 (mg / kg sc) de MK-801, estos cambios neurotóxicos se hicieron más evidentes hasta aproximadamente 12 horas después, pero la constitución de la mayoría de las células pareció normal al microscopio de luz cerca de 24 horas después de la dosis. Con una dosis de 10 (mg / kg sc) de MK-801, la reacción de vacuolización era todavía visible al microscopio de luz 48 horas después de la dosis. Después de dosis repetidas de los antagonistas NMDA MK-801 y la PCP, la reacción de vacuolización apareció después de una dosis única, aunque no se demostró evidencia de un efecto acumulativo o que la reacción neurotóxica procediera a una fase irreversible con dosis repetidas. Las dosis más bajas de ketamina y tiletamina que produjo cambios neurotóxicos visibles al microscopio de luz 4 horas después de la dosis fueron 40 (mg / kg sc) y 10 (mg / kg sc), respectivamente. La potencia de las drogas en la producción de estos cambios neurotóxicos se correspondía con su potencia como antagonistas de NMDA: es decir, MK-801> PCP > ketamina > tiletamina.

## Prevención
En el uso médico, al utilizar antagonistas de receptores NMDA como anestésicos, se usa concomitantemente agonistas del receptor GABA A para prevenir la neurotoxicidad provocada por los bloqueadores de NMDA. Las drogas que actúan previniendo los daños que puedan producir los antagonistas NMDA incluyen anticolinérgicos, benzodiazepinas, barbitúricos y agonistas del receptor alpha-2 adrenérgico en el cerebro, como por ejemplo la clonidina.

## Drogas serotoninérgicas
Drogas serotoninérgicas psicodélicas como el LSD y la psilocibina actúan como agonistas de los receptores serotoninérgicos. Ciertos estudios han mostrado que el sistema serotoninérgico afectado por estas drogas está relacionado con los sistemas NMDA/glutamato. Algunos experimentos hechos con ratas indican que los agonistas de este tipo previenen la neurotoxicidad producida por los antagonistas de receptores NMDA